# Faltenbogen südlich Döbern
Das Naturschutzgebiet Faltenbogen südlich Döbern liegt auf dem Gebiet der Stadt Döbern im Landkreis Spree-Neiße in Brandenburg.
Das Gebiet mit der Kenn-Nummer 1351 wurde mit Verordnung vom 2. Oktober 1992 unter Naturschutz gestellt. Das rund 93,3 ha große Naturschutzgebiet erstreckt sich südlich der Kernstadt Döbern. Unweit des östlichen Randes verläuft die B 115 und am nordwestlichen Rand die Landesstraße L 49. Westlich des Gebietes erstreckt sich das rund 95,5 ha große Naturschutzgebiet Reuthener Moor, südlich verläuft die Landesgrenze zu Sachsen.